# BBC Sessions (album The Jimi Hendrix Experience)
BBC Sessions – wydana pośmiertnie kompilacja nagrań zespołu The Jimi Hendrix Experience, która ukazała się w 1998 roku. Zawiera nagrania zarejestrowane dla radia i TV BBC.

## Lista utworów
Autorem wszystkich utworów, chyba że zaznaczono inaczej jest Jimi Hendrix.
| CD1 | CD1                                             | CD1     |
| Nr  | Tytuł utworu                                    | Długość |
| --- | ----------------------------------------------- | ------- |
| 1.  | „Foxy Lady”                                     | 2:59    |
| 2.  | „Alexis Korner Introduction”                    | 0:27    |
| 3.  | „Can You Please Crawl Out Your Window?” (Dylan) | 3:31    |
| 4.  | „Rhythm and Blues World Service”                | 0:12    |
| 5.  | „(I'm Your) Hoochie Coochie Man” (Dixon)        | 5:31    |
| 6.  | „Traveling with the Experience”                 | 0:22    |
| 7.  | „Driving South” (McNear)                        | 5:30    |
| 8.  | „Fire”                                          | 2:43    |
| 9.  | „Little Miss Lover”                             | 2:57    |
| 10. | „Introducing the Experience”                    | 0:51    |
| 11. | „Burning of the Midnight Lamp”                  | 3:43    |
| 12. | „Catfish Blues” (Petway)                        | 5:28    |
| 13. | „Stone Free”                                    | 3:25    |
| 14. | „Love or Confusion”                             | 2:54    |
| 15. | „Hey Joe” (Roberts)                             | 4:01    |
| 16. | „Hound Dog” (Leiber, Stoller)                   | 2:42    |
| 17. | „Driving South” (McNear)                        | 4:49    |
| 18. | „Hear My Train a Comin’”                        | 5:00    |
|     |                                                 | 57:05   |

| CD2 | CD2                                                     | CD2     |
| Nr  | Tytuł utworu                                            | Długość |
| --- | ------------------------------------------------------- | ------- |
| 1.  | „Purple Haze”                                           | 3:17    |
| 2.  | „Killing Floor” (Burnett)                               | 2:29    |
| 3.  | „Radio One”                                             | 1:34    |
| 4.  | „Wait Until Tomorrow”                                   | 2:57    |
| 5.  | „Day Tripper” (Lennon/McCartney)                        | 3:24    |
| 6.  | „Spanish Castle Magic”                                  | 3:07    |
| 7.  | „Jammin'”                                               | 3:23    |
| 8.  | „I Was Made to Love Her” (Cosby, Hardaway, Moy, Wonder) | 3:04    |
| 9.  | „Foxy Lady”                                             | 2:43    |
| 10. | „A Brand New Sound”                                     | 0:54    |
| 11. | „Hey Joe” (Roberts)                                     | 2:57    |
| 12. | „Manic Depression”                                      | 3:10    |
| 13. | „Driving South” (McNear)                                | 3:21    |
| 14. | „Hear My Train a Comin’”                                | 5:02    |
| 15. | „Voodoo Child (Slight Return)”                          | 5:12    |
| 16. | „A Happening for Lulu”                                  | 0:19    |
| 17. | „Voodoo Child (Slight Return)”                          | 4:08    |
| 18. | „Lulu Introduction”                                     | 0:22    |
| 19. | „Hey Joe” (Roberts)                                     | 2:43    |
| 20. | „Sunshine of Your Love” (Clapton, Bruce, Brown)         | 1:17    |
|     |                                                         | 55:23   |

## Artyści nagrywający płytę
- Jimi Hendrix – gitara, śpiew
- Mitch Mitchell – perkusja, śpiew w tle
- Noel Redding – gitara basowa, śpiew w tle

## Źródła
- David Sinclair, BBC Sessions, wyd. CD, książeczka, MCA Records, Experience Hendrix, 1998 (ang.). Brak numerów stron w książce